# Bon à tirer (BAT)
Pour plus de détails, voir Fiche technique et Distribution.
Bon à Tirer (BAT) ou Le Passe-Droit au Québec (Hall Pass) est un film américain de Peter et Bobby Farrelly sorti en 2011.

## Synopsis
Un couple veut mettre un peu de piment dans sa relation. Pour cela, chacun accorde à l'autre un « bon à tirer », qui lui permet d'avoir une relation avec une tierce personne. Qu'arrivera-t-il quand le meilleur ami du mari recevra également un bon ?

## Fiche technique
- Titre français : Bon à Tirer (B.A.T.)
- Titre québécois : Le Passe-Droit
- Titre original : Hall Pass
- Réalisation : Bobby et Peter Farrelly
- Scénario : Bobby et Peter Farrelly, Pete Jones et Kevin Barnett, d'après une histoire de Pete Jones
- Photographie : Matthew F. Leonetti
- Montage : Sam Seig
- Distribution des rôles : Rick Montgomery
- Création des décors : Arlan Jay Vetter
- Direction artistique : Dan Morski
- Décor de plateau : Cindy Carr (en)
- Costumes : Denise Wingate
- Producteurs : Mark Charpentier, Bobby et Peter Farrelly, J.B. Rogers, Bradley Thomas et Charles B. Wessler
- Producteur exécutif : Marc S. Fischer
- Coproducteurs exécutifs : Kris Meyer et John Rickard
- Sociétés de production : Conundrum Pictures et New Line Cinema
- Genre : Comédie
- Format : couleur — 35mm, cinéma numérique — 2,35:1 — son Dolby – DTS – SDDS
- Pays de production :  États-Unis
- Langue originale : anglais
  - Traduction française (sous-titres) : Pascale Joseph[1]
- Budget : 36 millions $
- Durée : 105 minutes
- Société de distribution : Warner Bros
- Dates de sortie : 
  - États-Unis : 25 février 2011
  - France : 27 avril 2011
- Dates de sortie DVD : 
  - États-Unis : 14 juin 2011
  - France : 7 septembre 2011

## Distribution
- Owen Wilson (VF : Lionel Tua et VQ : Antoine Durand) : Rick Mills
- Jason Sudeikis (VF : Thierry Kazazian et VQ : Louis-Philippe Dandenault) : Fred Searing
- Richard Jenkins (VF : Philippe Catoire et VQ : Jean-Luc Montminy) : Coakley
- Christina Applegate (VF : Véronique Soufflet et VQ : Mélanie Laberge) : Grace Searing
- Jenna Fischer (VF : Amélie Gonin et VQ : Geneviève Désilets) : Maggie Mills
- Stephen Merchant (VF : Cédric Dumond et VQ : Claude Gagnon) : Gary
- Tyler Hoechlin (VF : Fabrice Fara et VQ : Nicholas Savard L'Herbier) : Gerry
- Nicky Whelan (VF : Jessica Barrier et VQ : Pascale Montreuil) : Leigh
- Alexandra Daddario (VF : Caroline Victoria) : Paige
- Lauren Bowles (VF : Christiane Ludot) : Britney
- Bruce Thomas (VQ : Daniel Picard) : Rick Coleman
- Larry Joe Campbell (VF : Jean-Loup Horwitz et VQ : Frédéric Paquet) : Hog Head
- Rob Moran (VF : Constantin Pappas) : Ed Long
- Joy Behar (VF : Michèle Bardollet) : le docteur Lucy
- Kristin Carey (VF : Martine Meirhaeghe) : Tante Meg
- Vanessa Angel : Missy
- Alyssa Milano (VF : Magali Barney) : Mandy
- Danny Murphy : Boshane
- Kristyl Dawn Tift : la femme de Gary
- Kathy Griffin : Elle-même

- Version française
  - Société de doublage : Dubbing Brothers
  - Direction artistique : Marie-Laure Beneston
  - Adaptation : Marion Bessay

Source et légende : version française (VF),, version québécoise (VQ)

## Récompenses
- Prix de l'adaptation en sous-titrage de l'ATAA 2011-2012 (catégorie « film anglophone ») attribué à Pascale Joseph, pour les sous-titres français[1],[4].

## Production
- En imprimerie, le bon à tirer constitue la validation et l'autorisation de tirage sur la base d'une première épreuve. Le titre français joue sur les sens multiples du verbe « tirer », comme le terme « pass » dans le titre original.

## Réception

### Accueil critique
Dès sa sortie en salles, Bon à tirer (B.A.T.) a, dans l'ensemble, rencontré des commentaires mitigés ou négatifs de la part de la presse spécialisée : dans les pays anglophones, le site Rotten Tomatoes lui attribue 34 % d'avis favorables, sur la base de cent soixante-six commentaires et une note moyenne de 4.6⁄10, tandis que le site Metacritic lui attribue le score de 45⁄100, sur la base de trente-six commentaires.

### Box-office
| Pays ou région | Box-office      | Date d'arrêt du box-office | Nombre de semaines |
| -------------- | --------------- | -------------------------- | ------------------ |
| Mondial        | 83 693 266 $    | 15 mai 2011                | 11                 |
| États-Unis     | 45 060 734 $    | 12 mai 2011                | 11                 |
| France         | 381 459 entrées | 1er juin 2011              | 6                  |